# Le torchon brûle
Le torchon brûle est le journal édité par le Mouvement de libération des femmes (MLF) entre mai 1971 et juin 1973, avec un numéro zéro paru en décembre 1970.

## Historique
L'idée du Torchon brûle est née dans une assemblée générale du MLF, dont les militantes se réunissent à l'École des beaux-arts, à Paris, chaque mercredi tous les quinze jours, depuis l'automne 1970.
Le numéro zéro paraît en décembre 1970, en encart dans le premier numéro de L'Idiot Liberté, journal dirigé par Jean-Edern Hallier,. Les pages sont délimitées par des pointillés de façon que les lecteurs intéressés puissent les découper et les assembler en un livret.
Le premier numéro du Torchon brûle est vendu en kiosque au printemps 1971, au prix de 1 F, il comporte 16 pages et il est tiré à 35 000 exemplaires,.
La photographe Martine Franck (1938-2012) a immortalisé le bouclage du premier numéro du Torchon brûle à l'imprimerie en mai 1971, et sur ses photos, on reconnaît les participantes du journal : Marie Dedieu, photographe elle-même, Juliette Kahane, Marielle Burkhalter, Nadja Ringart, et enfin Sylvina Boissonnas.
Après six numéros et un supplément « Spécial fête des mères » inséré dans le numéro 5, Le Torchon brûle cesse de paraître.
D'autres titres prendront la relève : Les Cahiers du Grif (1973-78), Le Quotidien des femmes (1974-76), Sorcières (1976-79), Des femmes en mouvements mensuel et hebdomadaire (1977-82), Questions Féministes (1977-80), Histoires d'Elles (1977-80), entre autres,.

## Ligne éditoriale
Marie Dedieu assume le titre de directrice de publication, mais sans le « diriger » puisque chaque numéro est réalisé par une équipe nouvelle, ce qui permet de rendre compte des nuances et des différentes orientations du mouvement féministe. Pour Marie Dedieu, le journal « se dessine en rupture avec le journalisme » et se définit comme un « journal de femmes en mouvement de libération » dans lequel « il ne s'agit pas tant d'écrire que de donner lieu à des cri-écris, comme on peut soi-même accoucher de son propre corps et qu'en sorte un cri de vie. »
Le journal est « menstruel », par allusion aux cycles menstruels, car sa publication est irrégulière.
La plupart des articles ont pour particularité de ne pas être signés ou d'être collectifs.
Se moquant du journal maoïste J'accuse, l'éditorialiste du journal Le torchon brûle préfère écrire "J'en appelle aux mères, aux grand-mères qui ignorent que la création des crèches sauvages sont l'œuvre de leurs filles et petites-filles pour protéger des enfants que l'état abandonne", tout en dénonçant la fête des mères créée sous le gouvernement de Vichy - époque où la revalorisation de la mère était vitale (hommes morts, prisonniers, enrôlés)  est l'une des dernières inventions de Philippe Pétain sous l'occupation allemande. L'éditorial dénonce la manière dont sont régies les crèches municipales "où les heures d'arrivée et de départ préfigurent déjà l'usine où sévit la ségrégation" et en appelle à "prouver l'incapacité d'tun gouvernement sénile à assumer les charges qui le concernent, et l'amener à se démettre". Le numéro zéro du journal Le torchon brûle était un supplément à l'Idiot International. Le nouveau journal affirme diffuser à 15 000 exemplaires, sur les marchés, les écoles.

## Archives
La bibliothèque Marguerite-Durand (13e arrondissement de Paris) en conserve des numéros.

### Éditions
Les fac-similés des six numéros du Torchon brûle ont été édités en 1982 par les Éditions Des femmes, en un seul volume, broché, (BNF 42536126) :
- Marie Dedieu (Dir.), Le Torchon brûle, éditions Des femmes, 1982,  (ISBN 2-903930-00-7) ;
- Une version numérisée des sept numéros du Torchon brûle est disponible.
- L'ensemble des numéros du Torchon brûle viennent d'être mis en ligne sue la plateforme Persée, via le projet Féminismes en Revue.

### Sources
- Le Torchon brûle, numéro zéro, décembre 1970, et 6 numéros de mai 1971 à juin 1973; réédition éditions Des femmes, 1982.
- Françoise Picq, Libération des femmes. Les Années-mouvement, éditions du Seuil, 1993.
- Depuis trente ans des femmes éditent. 1974-2004, Éditions Des femmes, 2006.